# I Killed the Prom Queen
I Killed the Prom Queen — австралійський металкор гурт з міста Аделаїда, утворений 2000 року. Гурт не раз давав гастролі у США, Європі та Японії.

## Історія
Гурт розпався у квітні 2007 року, коли Джона приєднався до американського гурту Bleeding Through і Пітерс заснував хардкор-панк гурт Deez Nuts. I Killed the Prom Queen реформувалися зіграти прощальний тур в середині 2008 року і випустили концертний альбом і DVD, Sleepless Nights and City Lights пік якого припав на топ-50 в травні 2011 року, гурт знову сформувався для Destroy Music Tour і розповіли про свої плани працювати для третього студійного альбому, який вийшов на початку 2014 року.

## Учасники

### Теперешні учасники
- Джона Вейнхофен — гітара, клавішні, Чистий вокал (2000—2007, 2008, 2011–наш час)
- Kevin Cameron — ритм-гітара (2002—2007, 2008, 2011–наш час)
- Jamie Hope — вокал (2011–наш час)
- Shane O'Brien — барабани (2013–наш час)
- Benjamin Coyte — бас-гітара, бек-вокал (2013–наш час)

### Колишні учасники
- JJ Peters — барабани (2000—2007, 2008, 2011—2013)
- Lee Stacy — вокал (2000—2002)
- Simon O'Gorman — ритм-гітара, бек-вокал (2000—2002)
- Ben Engel — бас-гітара (2000—2002)
- Michael Crafter — вокал (2001—2006, 2008)
- Leaton Rose — бас-гітара (2002—2003)
- Sean Kennedy — бас-гітара (2003—2007, 2008, 2011—2013)
- Ed Butcher — вокал (2006—2007)

## Дискографія
Студійні альбоми
- When Goodbye Means Forever… (2003)
- Music For The Recently Deceased (2006)
- Beloved (2014)

Міні-альбоми
- Choose to Love, Live or Die (2002)
- Your Past Comes Back to Haunt You (2005)

Спліти
- I Killed the Prom Queen / Parkway Drive: Split CD (2003)

Концертні альбоми
- Sleepless Nights And City Lights (2008)

## Відеографія
- Say Goodbye (2006)
- Memento Vivere (2012)
- Thirty One & Sevens (2014)
- Bright Enough (2014)